# هارت هانسون
هارت هانسون (بالإنجليزية: Hart Hanson)‏ هو كاتب سيناريو أمريكي، ولد في 26 يوليو 1957 في بورلينغامي في الولايات المتحدة.

## وصلات خارجية
- هارت هانسون على موقع IMDb (الإنجليزية)
- هارت هانسون على موقع قاعدة بيانات الفيلم (الإنجليزية)